# Герб Вилкового
Герб Ви́лкового — офіційний символ міста Вилкове Одеської області.

## Опис
Затверджений 12 листопада 1987 року рішенням № 209 виконавчого комітету міської ради, станом на травень 2020 року використовується донині. В золотому щиті — чорний ніс човна, що розтинає лазурові хвилі, супроводжуваний праворуч п'ятьма срібними рибами і ліворуч — зеленими деревами на острові. Над носом — золоті козацькі шабля і люлька. У вершині щита — срібна назва міста російською мовою. Герб символізує острівне розташування міста і рибний промисел, а також козацьке минуле.
Автор — В. Вершинін.

## Герб румунського періоду
Затверджений 1932 року. У срібному полі лазурова кроква, під якою — три золоті риби, а згори по краях — два зелених стебла очерету. Щит увінчаний срібною міською короною з трьома вежками. Діяв до переходу міста під радянську юрисдикцію 1940 року, після чого був скасований.

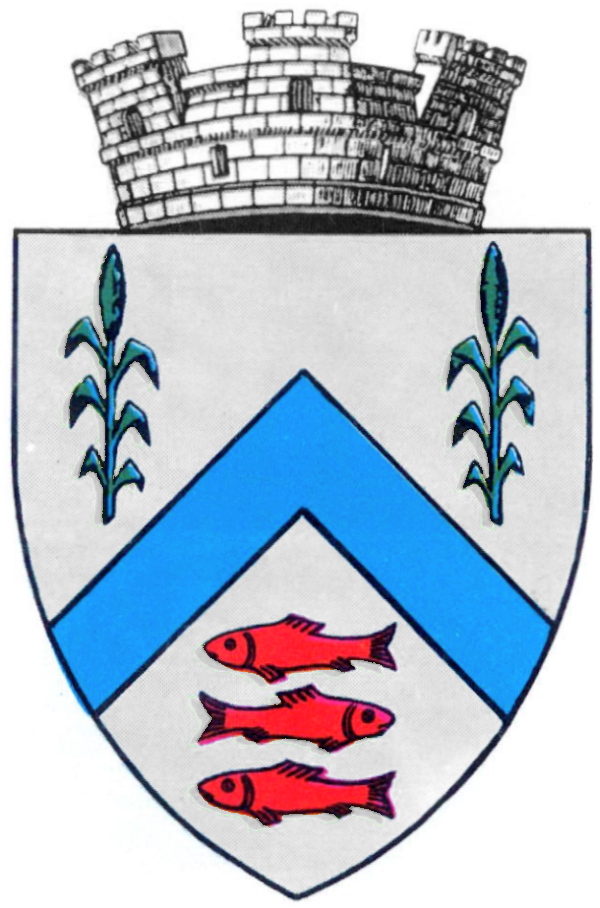
Герб румунського періоду